# مجمع پارلمانی آسیا
مجمع پارلمانی آسیا (انگلیسی: Asian Parliamentary Assembly) نهادی است که با هدف ترویج صلح در آسیا تأسیس شده‌است. این مجمع به‌عنوان انجمن پارلمان‌های آسیایی برای صلح در سپتامبر ۱۹۹۹ و با ابتکار شیخ حسینه تأسیس شد و در سال ۲۰۰۶ در هفتمین اجلاس خود، نام آن به مجمع پارلمانی آسیا تغییر کرد. اعضای این مجمع باید توسط اعضای پارلمان کشورهای عضو انتخاب شوند.

## اعضا

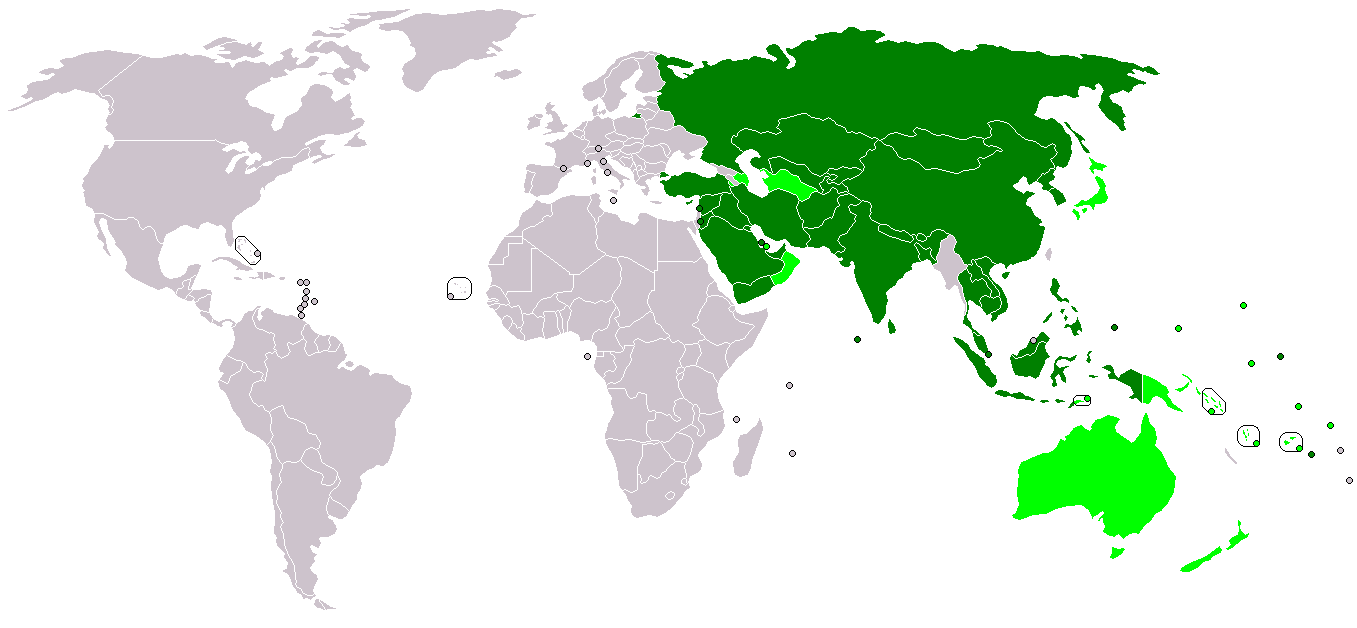
کشورهای عضو
عضو ناظر

تا سال ۲۰۲۳، این مجمع از ۴۳ عضو و ۳۰ ناظر تشکیل شده است.